# Фошня (Жуковский район)
Фошня (исторический вариант — Хвощня, Хвощна) — село в Жуковском районе Брянской области, в составе Ходиловичского сельского поселения. 
 Расположено в 6 км к востоку от деревни Петуховка, на правом берегу реки Березны (приток Ветьмы). 
 Население — 11 человек (2010).

## История
Впервые упоминается в 1503 году как центр Хвощенской (Фошнянской) волости в составе Брянского уезда, каковым оставалось вплоть до 1925 года (с перерывами). Приход села упоминается с XVII века; последнее здание храма было построено в 1907 году (не сохранилось). Бывшее владение Апухтиных, Брусиловых, позднее также Похвисневых, Мальцовых и других помещиков.
В XVIII—XIX вв. являлось крупным центром ярмарочной торговли. В это же время возникают лесопилки (позднее лесопильный завод, входивший в Мальцовский промышленный округ). В 1889 году была открыта церковно-приходская школа, а в 1896 — также второклассная школа. С конца XIX века работала земская лечебница, одна из первых в уезде.
В 1925—1929 гг. — в Жуковской волости (одно из крупнейших сёл), с 1929 в Жуковском районе. До 1960 года являлось центром Фошнянского сельсовета; в 1960—1968 гг. в Саковском сельсовете.
| Годы      | 1866 | 1897 | 1926 | 1979 | 1989 | 2002 | 2010 |
| --------- | ---- | ---- | ---- | ---- | ---- | ---- | ---- |
| Население | 569  | 765  | 1004 | 154  | 48   | 18   | 11   |